# بوون لوغان
بوون لوغان (بالإنجليزية: Boone Logan)‏ هو لاعب كرة قاعدة أمريكي، ولد في 13 أغسطس 1984 في سان أنطونيو في الولايات المتحدة.

## وصلات خارجية
- بوون لوغان على موقع دوري كرة القاعدة الرئيسي (الإنجليزية)
- بوون لوغان على موقعبيزبول رفرنس.كوم (الدوري الرئيسي) (الإنجليزية)
- بوون لوغان على موقعبيزبول رفرنس.كوم (الدوري الثانوي) (الإنجليزية)
- بوون لوغان على موقع إي إس بي إن.كوم (أم.أل.بي) (الإنجليزية)
- بوون لوغان على موقع مشجعي الرسوم البيانية (الإنجليزية)